# Margarita Monet
Margarita Monet, geboren als Margarita Martirosyan, (Jerevan, 15 februari 1990) is een Amerikaans zangeres, pianiste, componiste, actrice en kunstenares van Armeense afkomst. Ze is vooral bekend als zangeres van rockband Edge of Paradise, waar ze tevens kunst, kostuums en andere merchandise voor maakt.
In 2012 werd Monet opgenomen in de Top 25 Women in Hard Rock and Metal van webzine Metalholic en in juni 2018 uitgeroepen tot Metal Chick of the Month.

## Biografie
Monet werd geboren in de Armeense hoofdstad Jerevan, waar haar vader werkzaam was als wetenschapper. Als kind leerde ze pianospelen en trad ze op in theaters. Haar moeder nam haar vaak mee naar concerten en balletvoorstellingen, hetgeen haar inspireerde om later iets met een bepaalde kunstvorm te gaan doen. Op jonge leeftijd verhuisden haar ouders met haar naar Moskou en toen Monet elf was, verhuisde het gezin nogmaals, ditmaal naar de Amerikaanse stad Houston, nadat haar vader er een baan aangeboden had gekregen. Daar volgde ze onderwijs aan de High School For The Performing and Visual Arts. In de zomervakantie ging Monet terug naar Rusland om er op te treden.
Na haar middelbareschooltijd verhuisde ze naar New York om er te studeren aan de Tisch School of the Arts. Na haar afstuderen in 2010 verruilde ze New York voor Los Angeles, waar ze gitarist Dave Bates ontmoette. Het tweetal werd een maand lang ingehuurd door een lokale muziekproducent; Monet werd tevens lid van een zang- en dansgroep. Nadat de maand voorbij was, vroeg Bates Monet als zangeres van Bates' rockband BLEED, die kort erna werd omgedoopt tot Edge of Paradise. Voorafgaand aan de ontmoeting was Monet zich naar eigen zeggen nog niet bewust van het grote bereik dat haar zangstem had.
Monet is ook als solozangeres actief: zo was ze in 2021 te horen op een album van Heart Healer en 2024 op het nummer Eyes Of The Viper van de band Mortemia. Verder heeft ze enig acteerwerk gedaan onder haar geboortenaam Margarita Martirosyan. In haar vrije tijd is ze onder meer actief als kunstenares.

## Discografie

### Met Edge of Paradise
| Jaar | Titel          | Opmerkingen |
| ---- | -------------- | ----------- |
| 2011 | Mask           | album       |
| 2015 | Immortal Waltz | album       |
| 2019 | Universe       | album       |
| 2021 | The Unknown    | album       |
| 2023 | Hologram       | album       |
| 2025 | Prophecy       | album       |

### Als gastartiest (selectie)
| Jaar | Titel                              | Met artiest  |
| ---- | ---------------------------------- | ------------ |
| 2021 | The Metal Opera by Magnus Karlsson | Heart Healer |
| 2024 | Eyes of the Viper                  | Mortemia     |